# Claire Geraets
 (mai 2018).
Le Dr. Claire Geraets (née le 10 juin 1952) est une femme politique belge, membre du PTB et élue en 2014 au Parlement bruxellois sur la liste PTB-Go!.
Elle est docteur en médecine.

## Carrière politique
- Député bruxellois depuis le 17 juin 2014